# Jean de Madre
Jean de Madre de Loos (Meudon, Hauts-de-Seine, 17 septembre 1862 - Paris, 2 janvier 1934) (à 71 ans) est un joueur de polo français. En 1900, à 38 ans, il remporta la médaille d'argent en polo aux Jeux olympiques de Paris, avec l'équipe BLO Polo Club Rugby (associé à deux britanniques et un américain). 
Tout comme Édouard de Rothschild, il fut membre du Comité directeur du Polo Club, et membre du Comité du Jockey-Club.
Possesseur de plusieurs immeubles sur Paris, il fut également propriétaire d'une résidence à Deauville, et même d'un yacht impérial, "L'Alphée", ayant appartenu au Khédive.
Il donne son nom à une Coupe de polo disputée en France durant la deuxième moitié des années 1930, sur le terrain de Bagatelle.

## Palmarès
- Vice-champion olympique de polo en 1900;
- Coupe de Gramont de polo de Deauville en août 1933 (Prix du Casino de Deauville -ou Coupe de  l'Intransigeant-, avec le lieutenant Jobert, Jean Saint-Georges et R.L. Findlay)[3];
  - 1922 (juin): perte du Verdun Challenge Cuper au Ranelagh Club de Londres, face à l'Angleterre (6-8, en présence de Raymond Poincaré, et du Maréchal Philippe Pétain[4]);
  - 1932 (avril): perte du Polo Prix club de Cannes (des Tigers -maillot de soie jaune avec tigre brodé, créé par de Madre- face aux Corne d'or (sur les pelouses de Mandelieu[5]).

## Galerie

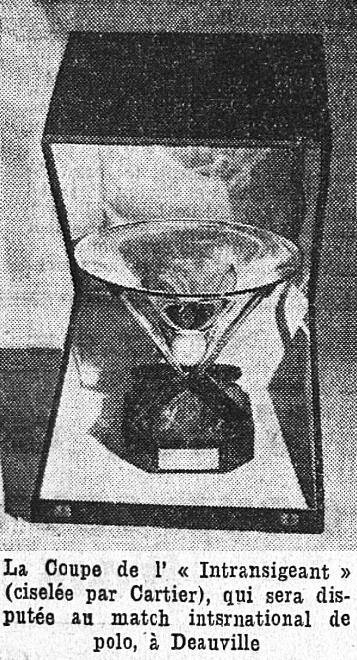
La Coupe de Gramont (et de l'Intransigeant, due à Cartier, août 1933).
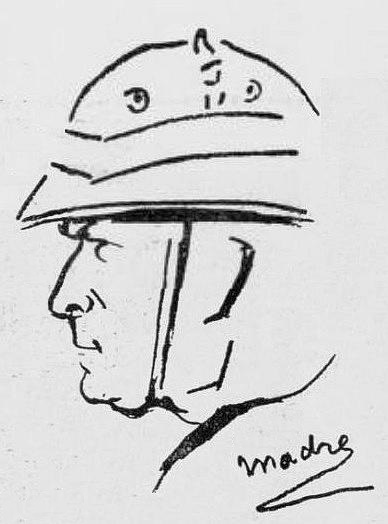
Le comte en 1933 (vu par Wag).
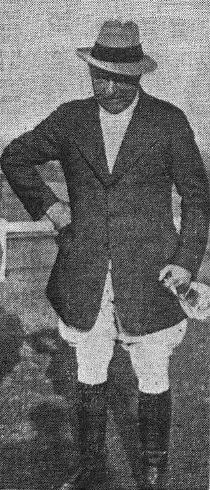
Le comte Jean de Magre, en août 1933 (Coupe de Gramont).